# Aserbaidschanischer Fußballpokal 2018/19
Der Aserbaidschanischer Fußballpokal 2018/19 war die 27. Austragung des Pokalwettbewerbs im Fußball in Aserbaidschan. Nach drei Finalniederlagen (2014, 2017, 2018) gewann der FK Qəbələ zum ersten Mal den Pokal. Das Team setzte sich im Finale gegen Sumqayıt PFK mit 1:0 durch. Durch den Sieg qualifizierte sich der FK Qəbələ für die 2. Qualifikationsrunde der UEFA Europa League 2019/20. 

## Modus
In der 1. Runde und im Finale wurden die Begegnungen in einem Spiel entschieden. Bei unentschiedenem Ausgang wurde das Spiel verlängert und gegebenenfalls durch Elfmeterschießen entschieden.
Im Viertel- und Halbfinale wurden die Sieger in Hin- und Rückspiel ermittelt. Bei Torgleichstand in beiden Spielen zählte zunächst die größere Zahl der auswärts erzielten Tore; gab es auch hierbei einen Gleichstand, wurde das Rückspiel verlängert und ggf. ein Elfmeterschießen zur Entscheidung ausgetragen. 

## Teilnehmer
| Premyer Liqası (8)                                                                                          | Birinci Divizionu (4)                                    |
| --- | -------------------------------------------------------- |
| - FK Keşlə - Neftçi Baku PFK - FK Qarabağ Ağdam - FK Qəbələ - Səbail FK - Sabah FK - Sumqayıt PFK - Zirə FK | - FK Ağsu - PFK Kəpəz - Qaradağ Lökbatan FK - Şüvəlan FK |

## 1. Runde
In dieser Runde nahmen vier Erstligisten und vier Zweitligisten teil.
| Datum      |                          | Ergebnis |                  |
| ---------- | ------------------------ | -------- | ---------------- |
| 06.12.2018 | Şüvəlan FK (II)          | 0:3      | FK Keşlə (I)     |
| 06.12.2018 | Qaradağ Lökbatan FK (II) | 0:4      | Sumqayıt PFK (I) |
| 06.12.2018 | PFK Kəpəz (II)           | 0:4      | Səbail FK (I)    |
| 06.12.2018 | FK Ağsu (II)             | 0:3      | Sabah FK (I)     |

## Viertelfinale
Teilnehmer: Die vier Sieger der 1. Runde und vier weitere Erstligisten.
| Datum             |                      | Gesamt |                  | Hinspiel | Rückspiel |
| ----------------- | -------------------- | ------ | ---------------- | -------- | --------- |
| 15.12./19.12.2018 | FK Qarabağ Ağdam (I) | 2:1    | FK Keşlə (I)     | 1:0      | 1:1       |
| 15.12./19.12.2018 | Neftçi Baku PFK (I)  | 1:2    | Sumqayıt PFK (I) | 0:2      | 1:0       |
| 15.12./19.12.2018 | Zirə FK (I)          | 4:2    | Səbail FK (I)    | 1:0      | 3:2       |
| 15.12./19.12.2018 | FK Qəbələ (I)        | 2:0    | Sabah FK (I)     | 1:0      | 1:0       |

## Halbfinale
| Datum             |                  | Gesamt    |                      | Hinspiel | Rückspiel |
| ----------------- | ---------------- | --------- | -------------------- | -------- | --------- |
| 23.04./01.05.2019 | FK Qəbələ (I)    | (a)2:2(a) | FK Qarabağ Ağdam (I) | 1:0      | 1:2       |
| 23.04./01.05.2019 | Sumqayıt PFK (I) | (a)3:3(a) | Zirə FK (I)          | 0:0      | 3:3       |

## Finale
| Paarung        | FK Qəbələ – Sumqayıt PFK |
| Ergebnis       | 1:0 (1:0) |
| Datum          | 19. Mai 2019 |
| Stadion        | Naxçıvan-Stadtstadion, Naxçıvan |
| Zuschauer      | 10.000 |
| Schiedsrichter | İnqilab Məmmədov |
| Tore           | 1:0 Steven Joseph-Monrose (3.) |
| FK Qəbələ      | Anar Nəzirov – İlqar Qurbanov, Bəhlul Mustafazadə, Vojislav Stanković, Urfan Abbasov – Cavid Hüseynov , Elvin Camalov, Lalawélé Atakora (90.+4' Asif Məmmədov) – Dawit Wolkowi, Rauf Aliyev (90. Rovlan Muradov), Steven Joseph-Monrose Cheftrainer: Zaur Həşimov      |
| Sumqayıt PFK   | Mehdi Cənnətov – Arif Daşdəmirov (78. Nicat Qurbanov), Vurğun Hüseynov , Adil Nağıyev, Şəhriyar Əliyev (81. Cavid Tağıyev), Yusif Nəbiyev – Əfran İsmayılov (67. Ülvi İsgəndərov), Əmir Ağayev, Əli Babayev, Elvin Məmmədov – Peyman Babaei Cheftrainer: Ayxan Abbasov |
| Gelbe Karten   | Rauf Aliyev, Anar Nəzirov, Steven Joseph-Monrose, Bəhlul Mustafazadə – Adil Nağıyev, Yusif Nəbiyev, Vurğun Hüseynov |